# Bukovac Svetojanski
Bukovac Svetojanski is een plaats in de gemeente Jastrebarsko in de Kroatische provincie Zagreb. De plaats telt 92 inwoners (2001).